# Daradsch
Daradsch (arabisch درج, DMG Daraǧ, auch als Daraj, Dirij, Durej oder Derj) ist Oasenstadt im westlichen Libyen mit rund 6000 Einwohnern. Sie liegt etwa 500 km südwestlich von Tripolis im Munizip Nalut. Die nächsten Städte sind Ghadames etwa 100 km westlich und Sinawin (etwa 3000 Einwohner) im Norden auf halbem Weg nach Nalut. Im Osten führt eine Straße in den Munizip al-Dschabal al-Gharbi. Die Altstadt ist mit einer Mauer mit je einem Tor nach Westen, Norden und Osten umgeben. Seit 1985 findet in Daraj jährlich eine Tourismus-Messe statt.